# Districte de Fontainebleau
El Districte de Fontainebleau és un dels cinc districtes amb què es divideix el departament francès del Sena i Marne, a la regió de l'Illa de França. Té 4 cantons i 86 municipis. El cap del districte és la sotsprefectura de Fontainebleau.

## Composició

### Cantons
- Fontainebleau (en part)
- Montereau-Fault-Yonne (en part)
- Nangis (en part)
- Nemours (en part)

### Municipis
Els municipis del districte de Fontainebleau, i el seu codi INSEE, son:
1. Achères-la-Forêt (77001)
2. Amponville (77003)
3. Arbonne-la-Forêt (77006)
4. Arville (77009)
5. Aufferville (77011)
6. Avon (77014)
7. Bagneaux-sur-Loing (77016)
8. Barbizon (77022)
9. Beaumont-du-Gâtinais (77027)
10. Bois-le-Roi (77037)
11. Boissy-aux-Cailles (77041)
12. Bougligny (77045)
13. Boulancourt (77046)
14. Bourron-Marlotte (77048)
15. Bransles (77050)
16. Burcy (77056)
17. Buthiers (77060)
18. Cély (77065)
19. Chailly-en-Bière (77069)
20. Chaintreaux (77071)
21. Champagne-sur-Seine (77079)
22. La Chapelle-la-Reine (77088)
23. Chartrettes (77096)
24. Château-Landon (77099)
25. Châtenoy (77102)
26. Chenou (77110)
27. Chevrainvilliers (77112)
28. Darvault (77156)
29. Dormelles (77161)
30. Égreville (77168)
31. Faÿ-lès-Nemours (77178)
32. Flagy (77184)
33. Fleury-en-Bière (77185)
34. Fontainebleau (77186)
35. Fromont (77198)
36. Garentreville (77200)
37. La Genevraye (77202)
38. Gironville (77207)
39. Grez-sur-Loing (77216)
40. Guercheville (77220)
41. Héricy (77226)
42. Ichy (77230)
43. Larchant (77244)
44. Lorrez-le-Bocage-Préaux (77261)
45. La Madeleine-sur-Loing (77267)
46. Maisoncelles-en-Gâtinais (77271)
47. Mondreville (77297)
48. Montcourt-Fromonville (77302)
49. Montigny-sur-Loing (77312)
50. Moret-Loing-et-Orvanne (77316)
51. Nanteau-sur-Essonne (77328)
52. Nanteau-sur-Lunain (77329)
53. Nemours (77333)
54. Noisy-sur-École (77339)
55. Nonville (77340)
56. Obsonville (77342)
57. Ormesson (77348)
58. Paley (77353)
59. Perthes (77359)
60. Poligny (77370)
61. Recloses (77386)
62. Remauville (77387)
63. Rumont (77395)
64. Saint-Ange-le-Viel (77399)
65. Saint-Germain-sur-École (77412)
66. Saint-Mammès (77419)
67. Saint-Martin-en-Bière (77425)
68. Saint-Pierre-lès-Nemours (77431)
69. Saint-Sauveur-sur-École (77435)
70. Samois-sur-Seine (77441)
71. Samoreau (77442)
72. Souppes-sur-Loing (77458)
73. Thomery (77463)
74. Tousson (77471)
75. Treuzy-Levelay (77473)
76. Ury (77477)
77. Le Vaudoué (77485)
78. Vaux-sur-Lunain (77489)
79. Vernou-la-Celle-sur-Seine (77494)
80. Ville-Saint-Jacques (77516)
81. Villebéon (77500)
82. Villecerf (77501)
83. Villemaréchal (77504)
84. Villemer (77506)
85. Villiers-sous-Grez (77520)
86. Vulaines-sur-Seine (77533)